# Simon Petrus (Obernissa)

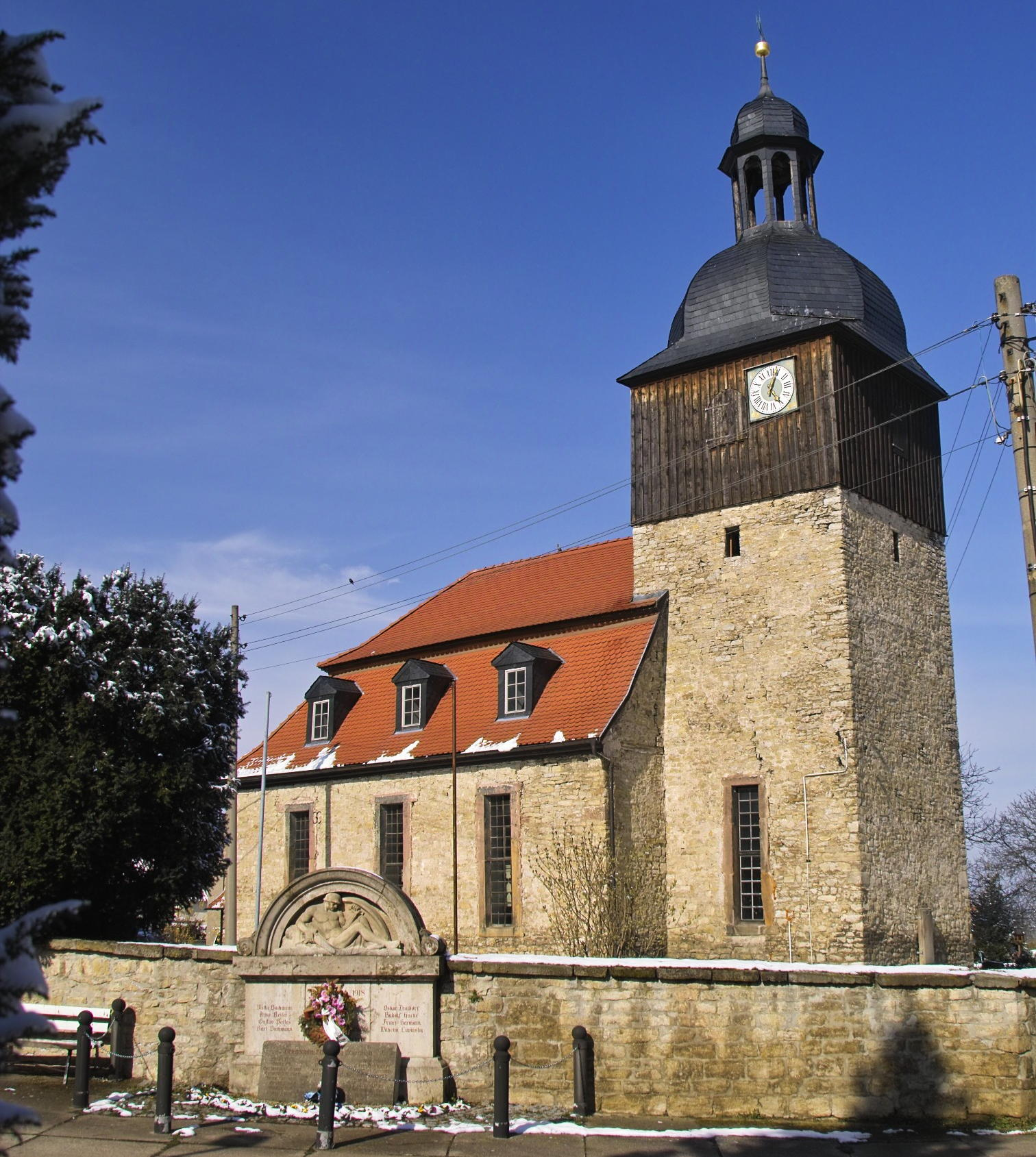
Kirche von Südosten

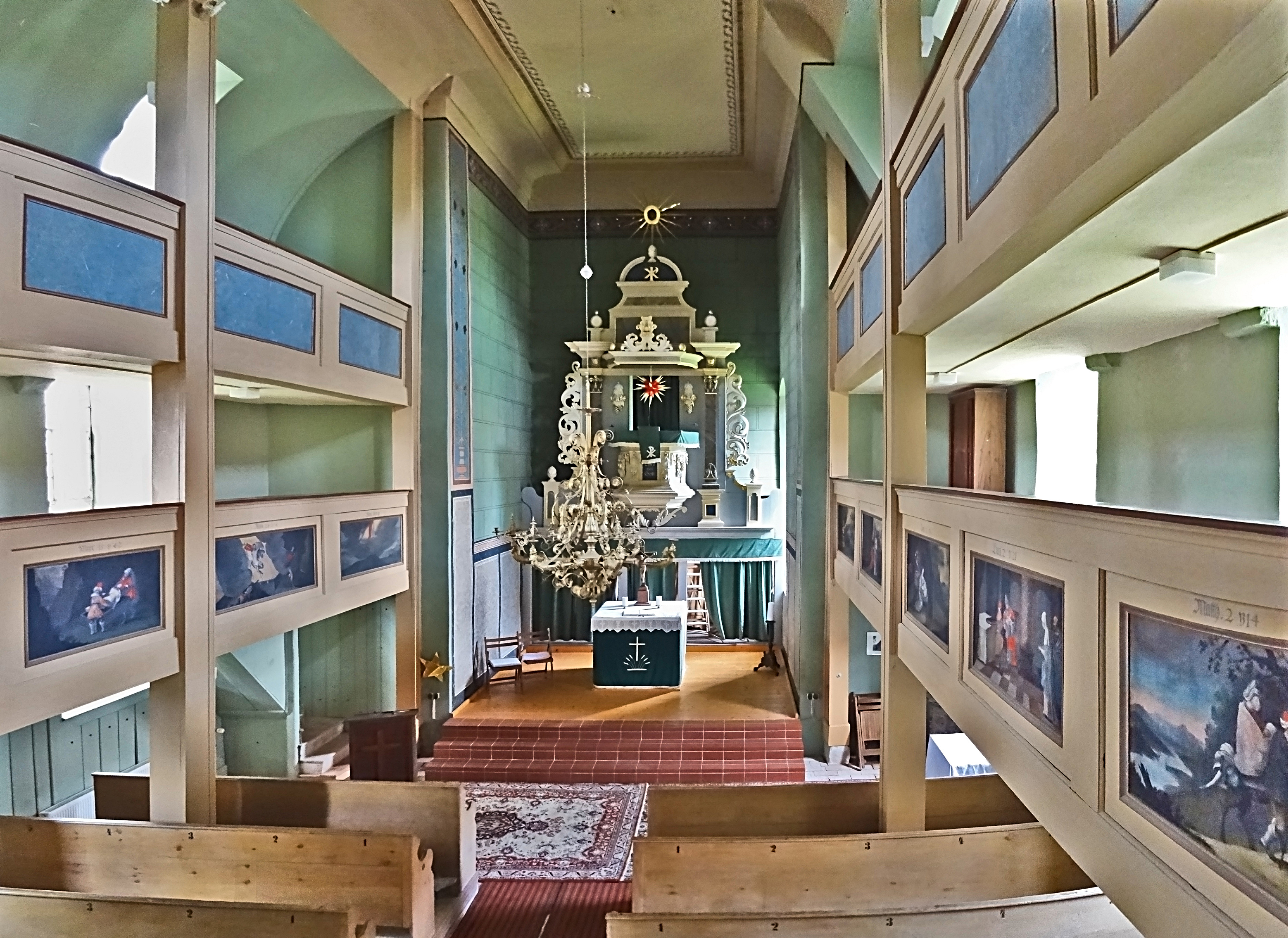
Innenansicht

Die evangelische Dorfkirche Simon Petrus befindet sich im Ortsteil Obernissa der Gemeinde Grammetal im Landkreis Weimarer Land in Thüringen. Die Gemeinde gehört zum Kirchengemeindeverband Klettbach im Kirchenkreis Weimar der Evangelischen Kirche in Mitteldeutschland.

## Lage
Die Kirche liegt am nordöstlichen Teil des Ortes. Die Freifläche um die Kirche war früher der Friedhof und das Pfarrhaus. Südwestlich neben dem Gebäude steht die bewohnte ehemalige Schule. Der Friedhof liegt jetzt am östlichen Dorfrand am Rande der Feldmark.

## Geschichte und Architektur
Die Gründungsurkunde ist für die Chorturmkirche nicht erhalten. Über die Gründe des Verlustes ist nichts bekannt. Es wird angenommen, dass Simon Petrus der Schutzpatron war. Die ältesten nachweisbaren Denkmale sind die gotischen Tabernakel (Sakramentshaus) und die steinerne Mensa (Altartisch), die in das 14. Jahrhundert eingestuft werden können. 1719 erhielt die Kirche die heutige Gestalt als klassizistische Emporenhalle mit zwei Emporengeschossen. Das Mittelschiff hat eine Spiegeldecke geringer Höhenausdehnung, über den Seitenschiffen liegen Halbtonnen mit rechteckigen Aussparungen für die Gauben des Mansarddaches. Der Kirchturm ist quadratisch und das Glockengestühl mit Holz verkleidet.
Die Kirche wurde im 18. Jahrhundert zweimal umgebaut. Die Brüstungen der Emporen erhielten Szenenbilder aus dem Neuen Testament.
Da der mittelalterliche Altartisch weiterhin genutzt wird, ist der Kanzelaltar aufgeteilt; der Altar steht als schlichter Kubus frei vor der aufwändigen Rückwand, an der die Kanzel hängt.

## Glocken und Orgel
Im Turm läuten eine 1802 von den Gebrüdern Ulrich (Apolda) und eine 1998 von Petit & Gebr. Edelbrock (Gescher in Westfalen) gegossene Bronzeglocke.

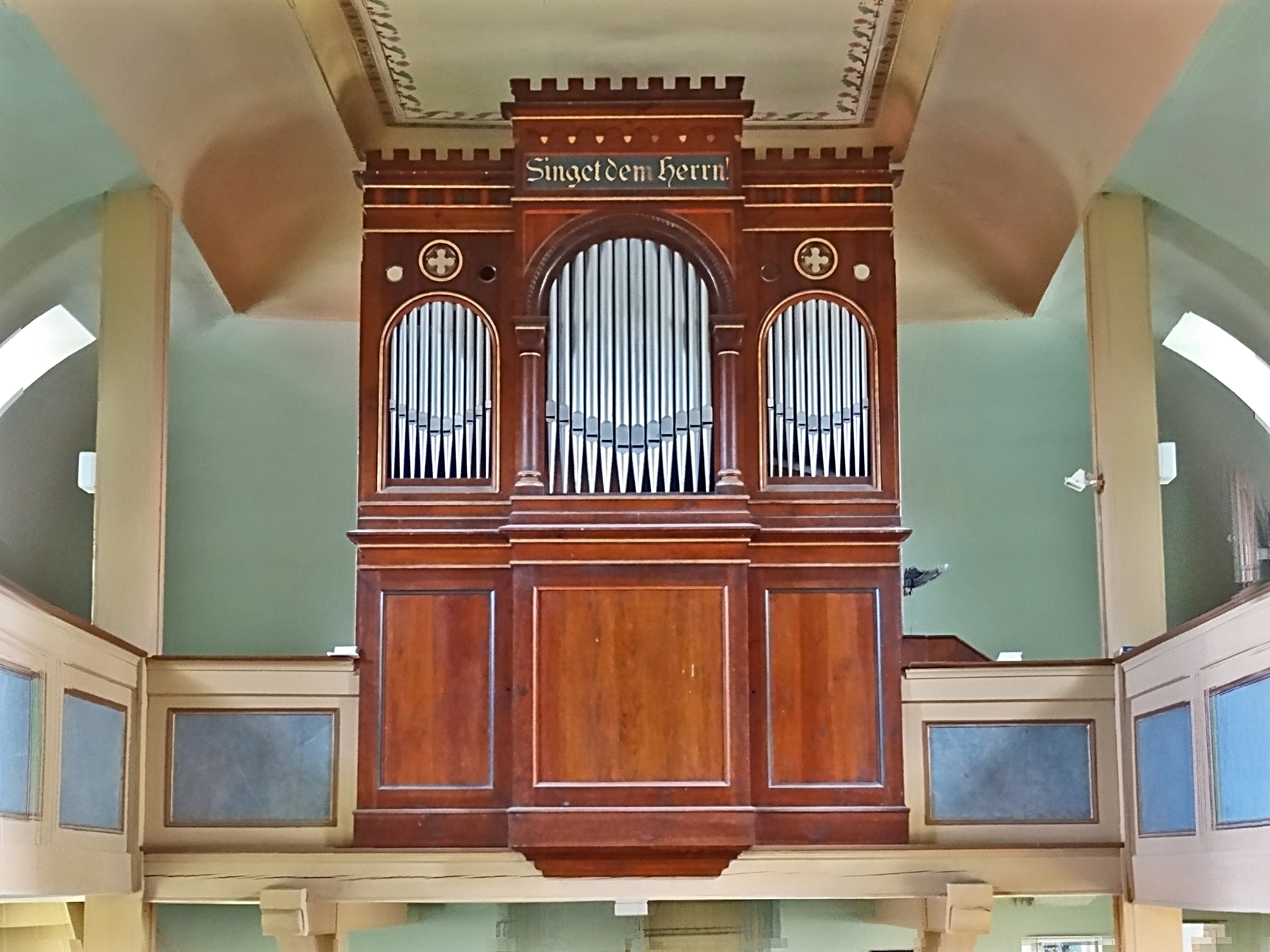
Eifert-Orgel

Die Orgel wurde 1899 von Adam Eifert (Stadtilm) als sein op. 102 gebaut. Sie wurde 2014 nach einer Generalsanierung durch die Firma Orgelbau Schönefeld (Stadtilm) mit einem Rundfunkgottesdienst wieder geweiht.

## Besonderheiten
In den erhaltenen Kirchenbüchern sind ab 1677 alle Taufen und Trauungen eingetragen. Ab 1693 wurden alle Beerdigungen registriert.
An der südlichen Mauer der Einfriedung des Kirchhofes steht das übliche Denkmal für die in den Weltkriegen gefallenen Väter und Söhne des Dorfes.